# Sara (album)
Sara – album studyjny polskiej piosenkarki Agi Zaryan. Wydawnictwo ukazało się 25 listopada 2022 nakładem wytwórni muzycznej Warner Music Poland.
Pod względem muzycznym płyta łączy w sobie przede wszystkim jazz.
Album znalazł się na 48. miejscu polskiej listy sprzedaży – OLiS.
Album otrzymał nominację do Fryderyka w kategorii Album roku – piosenka poetycka i literacka.

## Lista utworów
Opracowano na podstawie materiału źródłowego.
1. „Central park at dusk” – 4:17
2. „Blue squills” – 4:51
3. „Barter” – 5:38
4. „Coney island” – 4:23
5. „The mystery” – 4:37
6. „A litte while” – 5:15
7. „Summer night, riverside” – 2:19
8. „Spring rain” – 4:33
9. „Jawels” – 6:38
10. „Winter noon” – 5:08
11. „Dzień i noc” – 4:27
12. „Autumn dusk” – 0:46

## Pozycja na liście sprzedaży
| Kraj   | Lista         | Najwyższa pozycja |
| ------ | ------------- | ----------------- |
| Polska | OLiS – albumy | 48                |